# 新园街道
新园街道，是中华人民共和国广东省湛江市霞山区下辖的一个街道办事处。

## 行政区划
新园街道下辖以下地区：
麻登社区、文登社区、录溪社区、新园南社区、人民大道中社区、新园北社区和录塘村。